# Ley Plaucia de Fuerza Pública
La Ley Plaucia de Fuerza Pública (en latín, lex Plautia de vi publica) fue una antiga ley romana propuesta el 78 a. C. por el tribuno de la plebe Publio Plaucio, con el apoyo del cónsul Quinto Lutacio Cátulo (colega consular de Marco Emilio Lépido). Ausente Lépido, consiguió la votación favorable. La ley castigaba severamente a los que se conjuraran contra la República, el Senado y los magistrados, y aquellos que en una sedición ocupasen lugares estratégicos, fuesen armados o al que por las armas expulsase a otro de su propiedad. Bajo esta ley fueron juzgados los conspiradores catilinarios y estuvo en vigor hasta la época de Julio César cuando una parte de esta ley se incluyó en la lex Iulia de maiestatis. Además, la ley prohibía la usucapión de cosas poseídas por la fuerza.